# チベット博物館

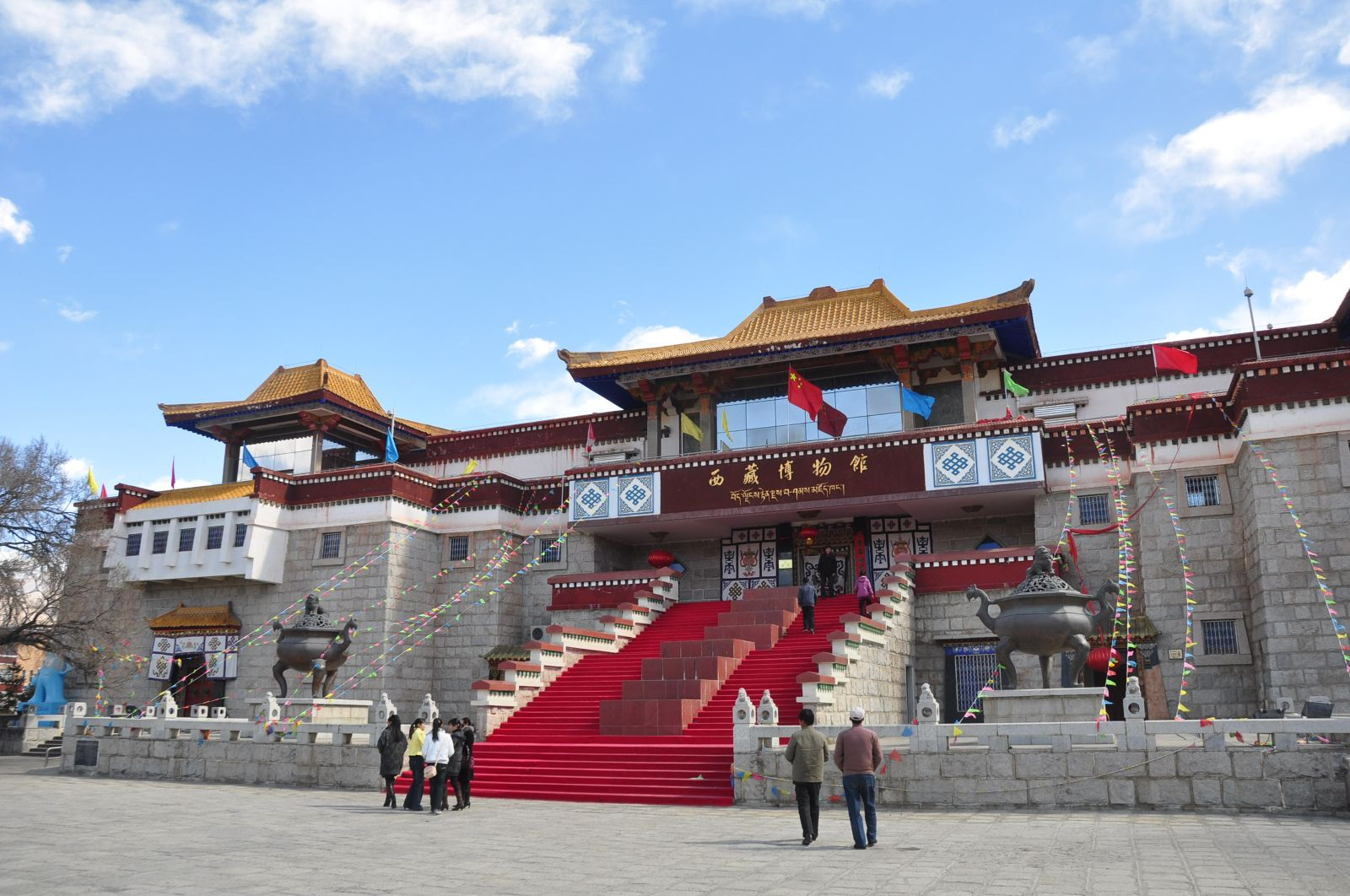
チベット博物館

チベット博物館（チベットはくぶつかん、西藏博物馆）は中華人民共和国チベット自治区のラサにある博物館。
1994年7月にチベット自治区成立30周年を記念したチベット援助62プロジェクトの一つとして建設が始まり、1999年10月に中華人民共和国成立50周年とチベット民主改革40周年を記念して一般公開された。建物は現代建築とチベット建築の融合で建てられている。
館内はチベットの歴史や文化を伝える文化財が10万点収容されている。